# ゴルテュス法典

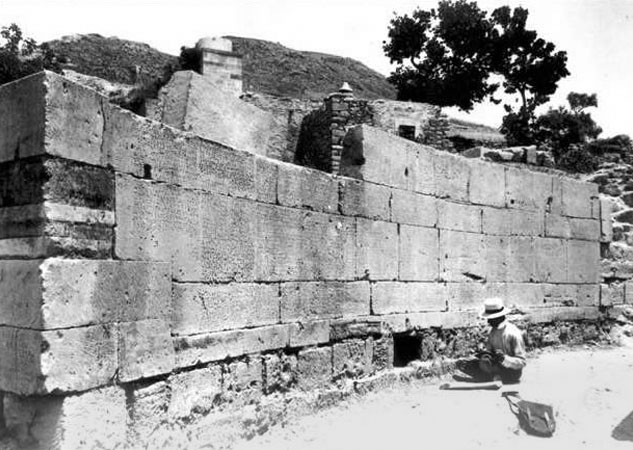
法典を研究しているフェデリコ・ハルブヘル

ゴルテュス法典（ゴルテュスほうてん）は、古代ギリシアのクレタ島南部に位置したゴルテュス都市国家の法典化した民法のことである。

## 歴史
ゴルテュス法典に関する唯一の情報源は、ゴルテュスのアゴラにあるブーレウテリオンまたは他の公共市民建物の壁に残っている牛耕式碑文である。建物の直径は元々30mであったとみられ、残っている12列のテキストは、長さ10m、高さが1.5mで、約600行のテキストが含まれている。 更に、壊れたテキストがいくつか残っていて、これらはいわゆる2つ目のテキストという。
ゴルテュス法典はディオゲネスの碑文を除いて、現存する最長の古代ギリシャ語の碑文である。一人の彫刻家の作品であることを示唆する証拠があり、碑文は紀元前5世紀の前半のものとみられる。

## 内容
ゴルテュス法典は、奴隷の所有権の紛争、強姦と姦淫、未亡人または離婚した妻の権利、離婚後に生まれた子供の監護権、相続、財産の売却と抵当、身代金、混合（奴隷・自由市民・外国人）結婚と養子縁組の子供などの問題を内容とする。

## ギャラリー

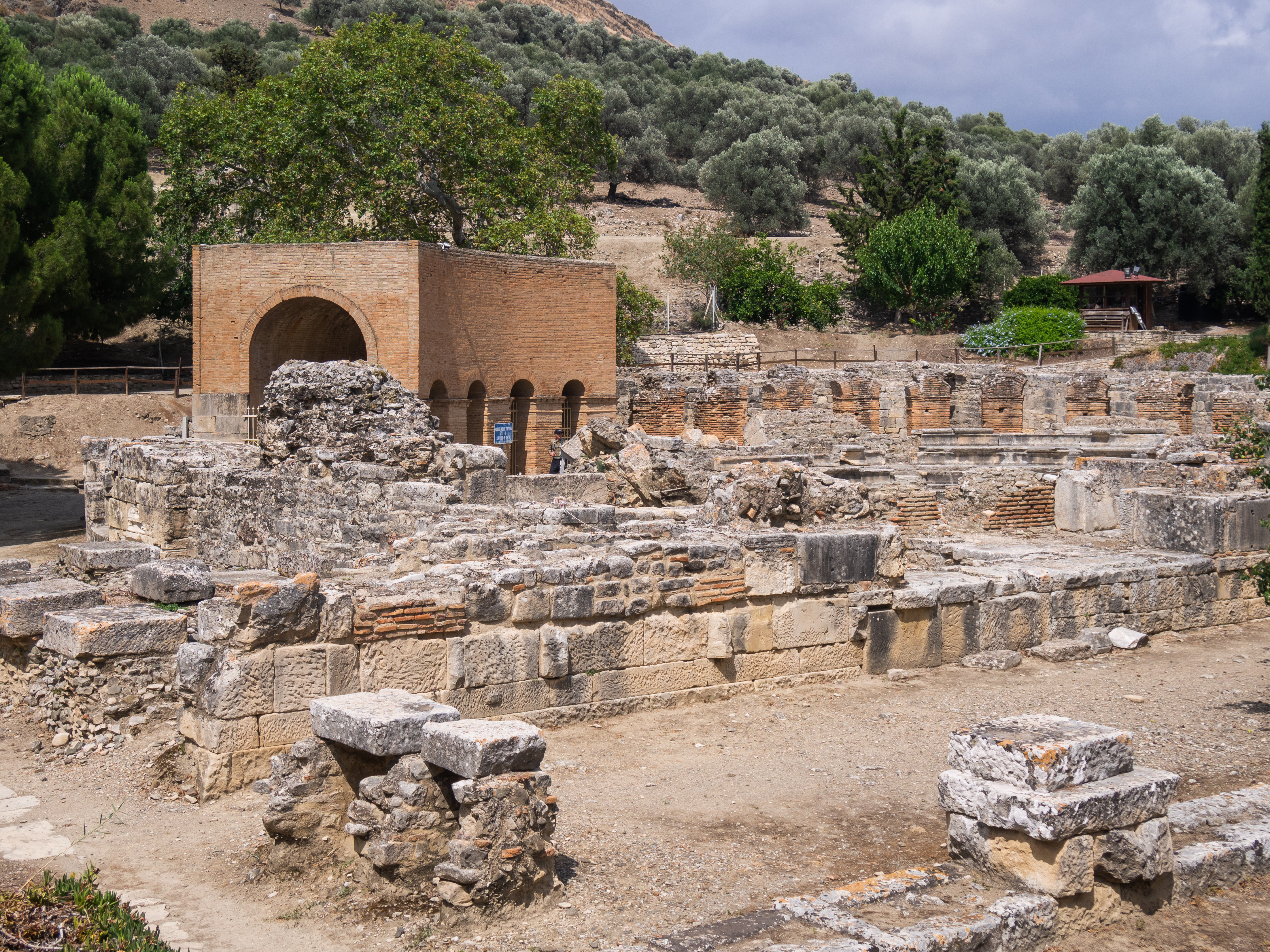
ゴルテュス法典を含む円形劇場
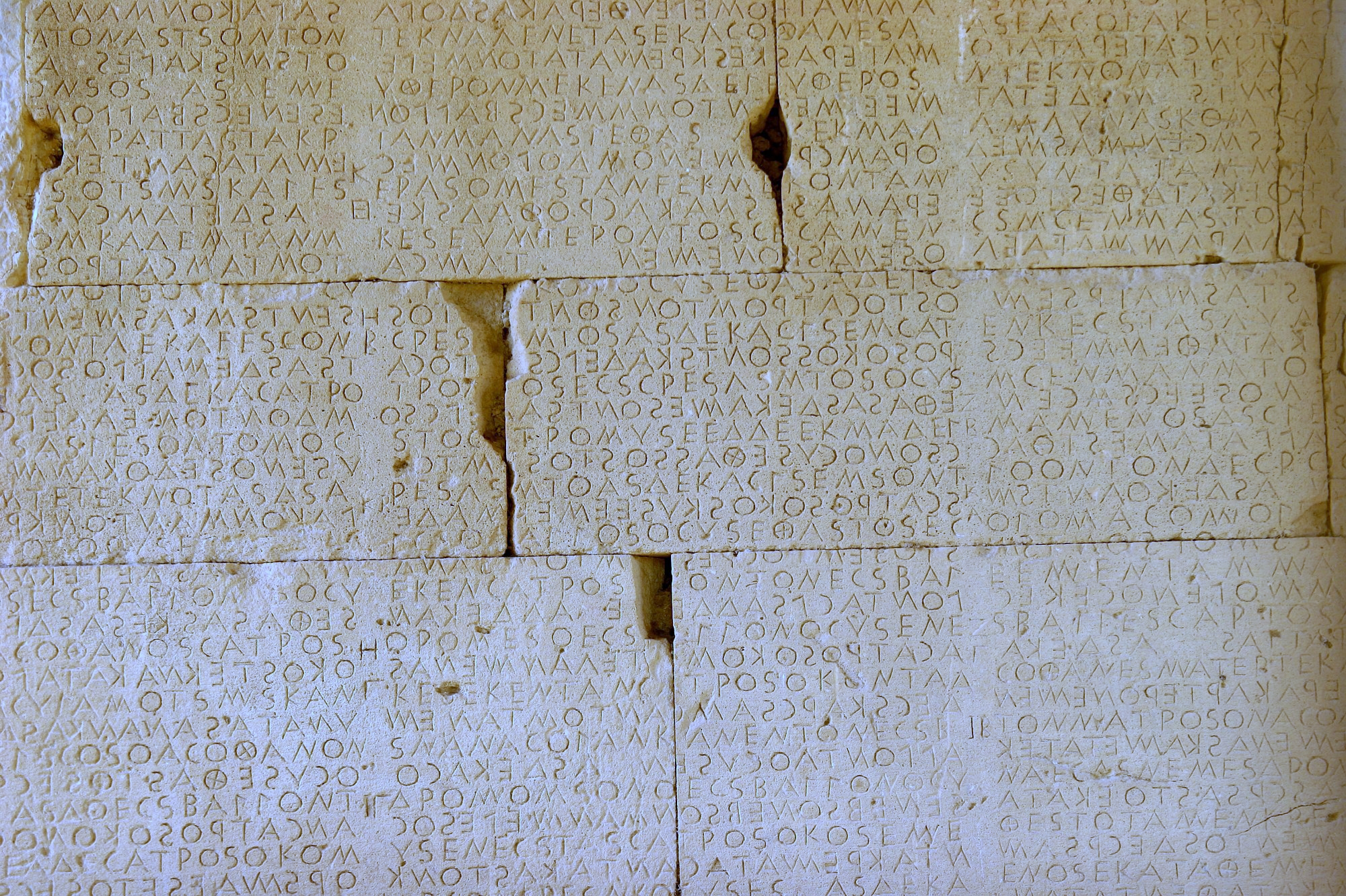
ゴルテュス法典の碑文
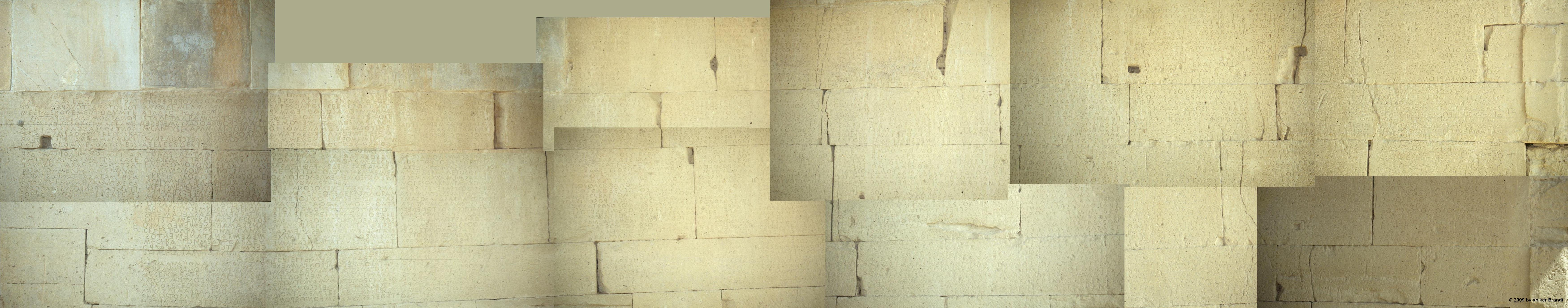
ゴルテュス法典のフォトモンタージュ
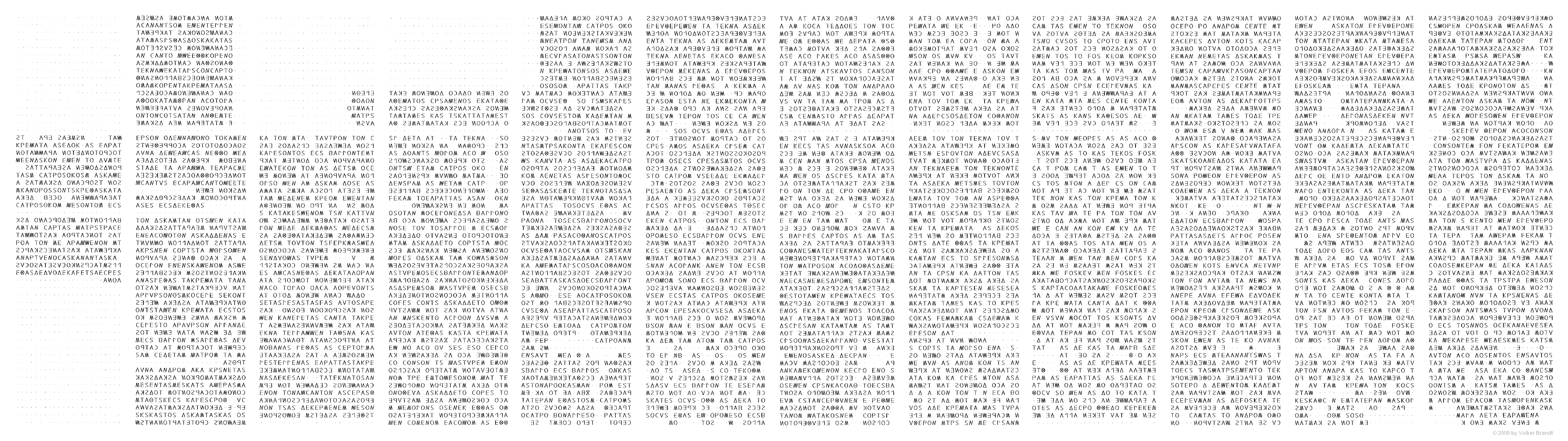
ゴルテュス法典の12列の完全転写